# 村上佳菜子の職レポ 〜企業の力で未来を豊かに〜
2021
『村上佳菜子の職レポ 〜企業の力で未来を豊かに〜』（むらかみかなこのしょくれぽきぎょうのちからでみらいをゆたかに）は、2021年10月2日から2021年12月25日までテレビ愛知で放送されていたミニ番組である。

## 概要
村上佳菜子と南部塾塾長の南部淳が地元愛知の企業を訪問レポートするミニ番組である
。

## 放送時間
いずれも日本標準時。
- 土曜 20:54 - 21:00 （2021年10月2日 - ）

## 出演者
- 村上佳菜子
- 南部淳(一般社団法人南部塾塾長）

## スタッフ
- 制作著作 - テレビ愛知